# دوري اسطنبول لكرة القدم 1933–34
دوري اسطنبول لكرة القدم 1933–34 (بالتركية: 1933-34 İstanbul Futbol Ligi)‏ هو موسم من دوري اسطنبول لكرة القدم ‏. فاز فيه نادي بشكتاش.